# New Fairview
New Fairview è una città degli Stati Uniti d'America, situata nello Stato del Texas, nella Contea di Wise.